# Gare de Braine-le-Château
Pour les articles homonymes, voir Gare de Braine.
La gare de Braine-le-Château est une gare ferroviaire belge désaffectée de la ligne 115, de Braine-l’Alleud à Rognon, via Tubize située à Braine-le-Château, dans la commune éponyme, en province du Brabant wallon en Région wallonne.

## Situation ferroviaire
La gare de Braine-le-Château était établie au point kilométrique (PK) 7,6 de la ligne 115, de Braine-l’Alleud à Rebecq-Rognon, via Tubize, entre la gare de Wauthier-Braine et la halte de Nidérand. La ligne 115 est fermée et démontée depuis les années 1980 à l'exception des sections en impasse Tubize - Clabecq et Tubize - Quenast, réservées aux marchandises.

## Histoire

### Genèse
En 1870, les seules lignes de chemin de fer desservant la région sont la « ligne du Midi » (Bruxelles-Midi - Braine-le-Comte - Mons - Valenciennes) ainsi que la Jonction de l'Est (Wavre - Court-Saint-Étienne - Nivelles - Manage) exploitée par une compagnie privée. Braine-le-Château, mais aussi Braine-l'Alleud, sont à l'écart du réseau ferré et dépendent du réseau routier.
L'État belge concède en 1870 à la Compagnie des Bassins Houillers du Hainaut de Simon Philippart une série de lignes ferroviaires à construire à forfait pour les Chemins de fer de l'État belge parmi lesquelles figurent la section de Rebecq-Rognon à Tubize de la future ligne 115 ainsi qu'une ligne en impasse d’Écaussinnes à Ronquières.
Ce plan est altéré[Quand ?] dans les années qui suivent en ajoutant une extension vers Braine-l'Alleud à la ligne 115 et en prolongeant la ligne 106 le long du canal entre Ronquières, Clabecq et Lembeek (Clabecq servant de bifurcation entre les deux lignes).
À la même période l’État belge décide de construire une ligne directe de Bruxelles à Luttre, raccourcissant le trajet de Bruxelles à Charleroi et desservant les villes de Waterloo, Braine-l'Alleud et Nivelles. Contrairement à la ligne 115 dont les travaux relèvent d'une société de construction privée, cette ligne nouvelle est bâtie par l’État sur ses fonds propres.

### Mise en service
Les lignes concédées aux bassins houillers en 1870 et 1873 font les frais de la gestion affairiste de Simon Philippart qui ne construira que quelques dizaines de kilomètres avant de faire faillite en 1878, faute de liquidités. Passé cette crise, la construction s’accélère et la section de Braine-l'Alleud à Clabecq entre en service le 15 septembre 1885. Le reste de la ligne 115 ayant été inauguré auparavant.
En 1884, la section de Clabecq à Braine-l'Alleud ne comporte que deux gares : Braine-le-Château et Wauthier-Braine. Trois autres arrêts (Nidérand, Noucelles et Sart-Moulin) sont créées entre 1887 et 1890 au fur et à mesure que le transport des voyageurs et des marchandises s'étoffe.

### Trafic
En 1910, les Forges de Clabecq, alors une entreprise de taille modeste réalisant la transformation d'acier, se dotent de deux hauts-fourneaux pour la production d'acier. Le minerai de fer venant de l'Est de la France est acheminé par trains complets (près de 900 t de minerai chaque jour par fourneau). Les installations s'agrandiront fortement durant l'entre-deux-guerres avec de nouveaux hauts-fourneaux et un grand laminoir mais les trains de minerai et de coke finiront par déserter la section orientale de la ligne 115 au profit des lignes plus importantes, électrifiées et à double voie. Durant sa période faste, elle voit également circuler des trains d'ouvriers, de produits d'acier ainsi que de nombreux convois desservant les carrières de sable qui jalonnent la ligne 115.

### Déclin et fermeture
En 1959, la SNCB supprime les trains de voyageurs sur la ligne 115 et, à partir de 1961, plus aucun train ne roule entre Braine-l'Alleud et Sart-Moulin (un parcours spécial de l'association GTF emprunta néanmoins les rails du viaduc de Braine-l'Alleud en 1979 !). La desserte de la section Clabecq - Sart-Moulin, réduite à quelques trains de sable et à la desserte des industries locales, se réduit d'année en année et prend fin en 1981.
La section est formellement déclassée le 24 août 1982 et les rails sont démantelés peu après.
Plusieurs tronçons de la ligne 115 ont déjà été convertis en chemin RAVeL et une section de 8 km traversant la commune doit suivre.

## Patrimoine ferroviaire
Le bâtiment de la gare (bâtiment des recettes) correspond à la variante tardive du plan type 1873 des Chemins de fer de l'État belge (qui se caractérise par des ornements de façade plus légers et un œil-de-bœuf au pignon). Il possède un corps de logis à étage de trois travées où résidait le chef de gare et sa famille ; une aile latérale (disposée à gauche à Braine-le-Château et comportant quatre travées égales) où se trouvait le guichet et la salle d'attente des voyageurs ; et une aile de service à toit plat, désormais démolie, qui abritait les toilettes, la cuisine et la buanderie. Au cours du XXe siècle, la SNCB a remplacé deux portes donnant sur la voie par une extension en briques servant de cabine de signalisation.
La halle aux marchandises est conservée (en mauvais état extérieur) et sert d'entrepôt communal ; la cour à marchandises pavée est toujours visible.
Les gares de Wauthier-Braine et Clabecq sont des exemples de bâtiments identiques à l'origine (le premier a été altéré par une rénovation et le second, agrandi par la SNCB, est abandonné). Il existe également plusieurs constructions semblables sur la ligne 106, dont celui de la gare de Ronquières, conservé en bon état.
Après sa désaffectation, il a été racheté par la commune et légèrement transformé avec une annexe à toit plat prolongeant l'aile gauche ; l'ajout d'une fenêtre au pignon gauche du corps central et la destruction de l'aile de service. Le nom de la gare est encore visible sur la façade.